# Szentgyörgyi Ferenc (püspök)
Szentgyörgyi Ferenc (Csíkszentgyörgy, 1616. – Temesvár, 1663. március 13.) római katolikus püspök.

## Élete
Csíksomlyón tanult, majd a teológiát Nagyszombaton és a bécsi Pázmáneumban végezte, ahol filozófiából és teológiából doktorált. 1642-ben Bécsben szentelték pappá, majd később esztergomi kanonok, 1656-tól erdélyi választott, 1660-tól váci választott püspök lett.
1662-ben I. Lipót király küldte Erdélybe követségbe, de Kucsuk nagyváradi pasa elfogatta és mint kémet Ali temesvári pasához kísértette. A következő évben török fogságban halt meg.
1662-ben írt végrendeletében jelentős összeget hagyott a törökök és tatárok által elpusztított csíki templomok újjáépítésére.
| Előde: Pálfalvay János | Erdélyi katolikus püspök 1665–1660 | Utóda: Szegedi Ferenc Lénárd |

| Előde: Erdődi Pálffy Tamás | Váci püspök 1660–1663 | Utóda: Szegedi Ferenc Lénárd |